# Albert Brendel

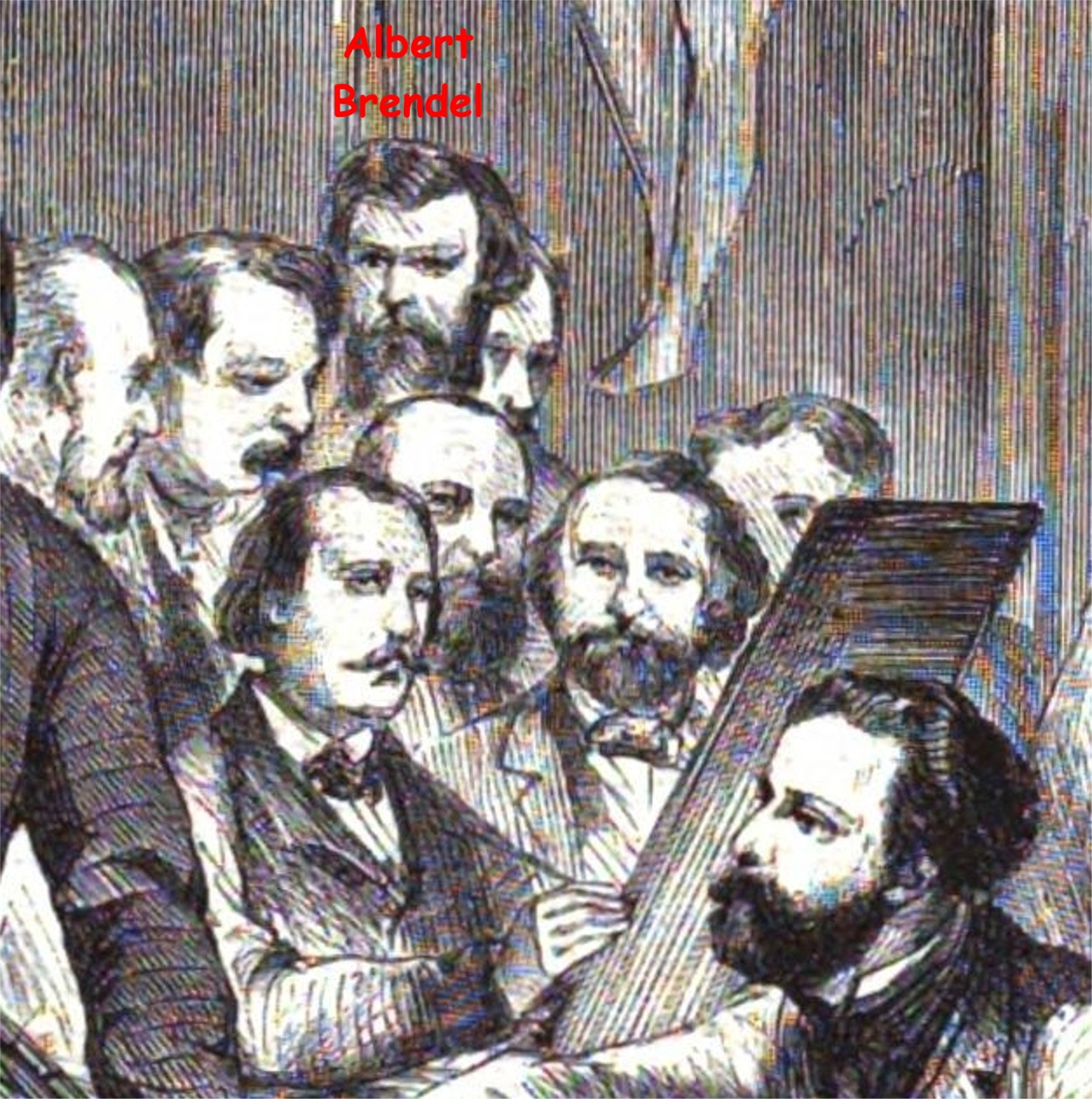
Albert Brendel, 1865, im Kreis von Künstlerkollegen bei einem Treffen des Vereins Berliner Künstler. Grafik von Ludwig Löffler.

Albert Heinrich Brendel (* 7. Juni 1827 in Berlin; † 28. Mai 1895 in Weimar) war ein deutscher Maler.
Brendel zeigte früh Vorliebe für Tiere und ihre Darstellung. Der Landschaftsmaler Wilhelm Schirmer nahm ihn in sein Atelier und ermunterte ihn zum Besuch der Akademie. Später widmete er sich der Marinemalerei bei Wilhelm Krause, betrieb aber nebenher das Studium der Tiere in der Tierarzneischule zu Berlin.
1851 ging Brendel über Holland und durch die Normandie nach Paris, wo er anfangs bei Thomas Couture, dann bei dem Tiermaler Filippo Palizzi arbeitete. Im Jahr 1852 ging Brendel nach Italien und Sizilien. In den Jahren 1854 bis 1864 war er wieder in Paris und während des Sommers in Barbizon im Wald von Fontainebleau ansässig, wo er im Verkehr mit den französischen Meistern Théodore Rousseau, Jean-François Millet und Constant Troyon seinen Natursinn ausbildete.
In angestrengtester Arbeit erwuchsen jetzt in schneller Folge die Früchte seiner gereiften Bildung, welche größte Anerkennung ebensowohl in Paris wie in Berlin fanden, so dass selbst eines seiner Schafbilder (1863) für das Musée du Luxembourg angekauft wurde. Ganz besonders geschätzt sind seine Bilder mit Schafherden in verschiedener Lage und Umgebung, stets mit reicher und tiefgehender Charakteristik, mit dem Reiz malerischer Auffassung und sorgfältiger Durchbildung der Landschaft. Von 1869 bis 1875 lebte er vorzugsweise in Berlin. 1875 siedelte er nach Weimar über, wo er Professor wurde und 1882 bis 1885 Direktor der Kunstschule Weimar war.

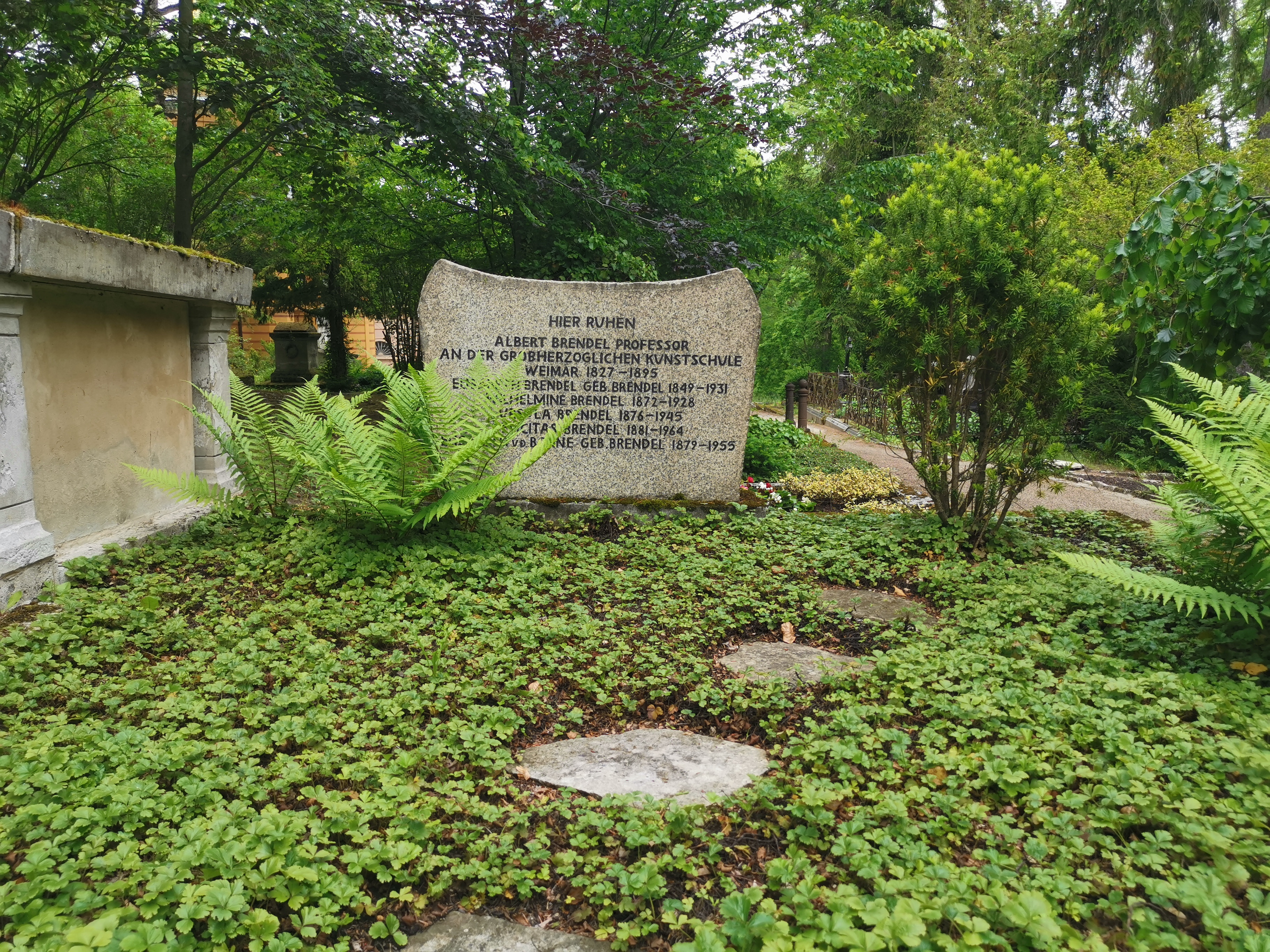
Grabstätte

Er ist auf dem Historischen Friedhof Weimar bestattet. Im Jahr seines hundertsten Geburtstages 1927 veranstaltete das Landesmuseum Weimar eine Gedächtnisausstellung zu Ehren von Albert Brendel.

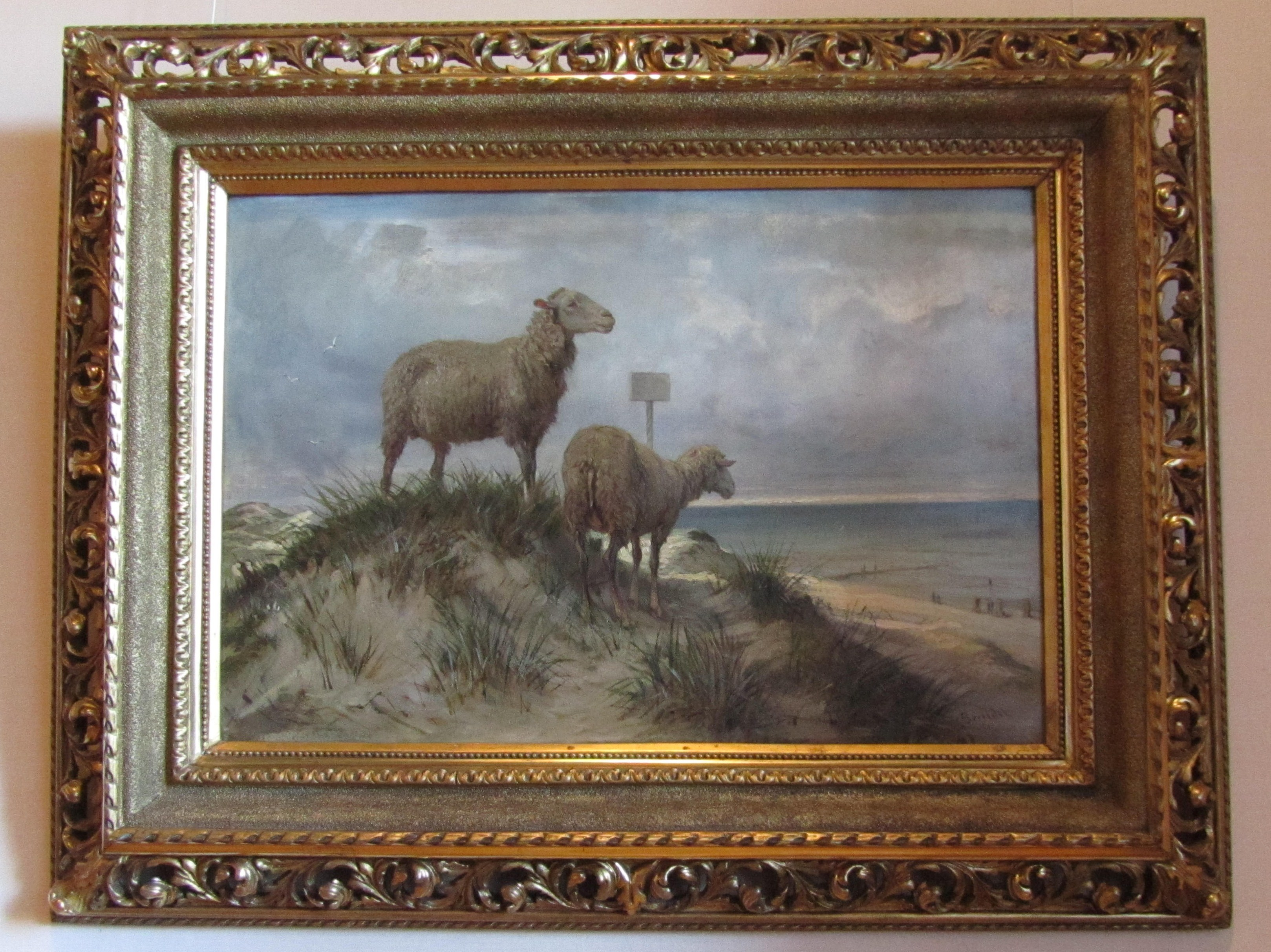
Schafe auf der Düne, um 1880
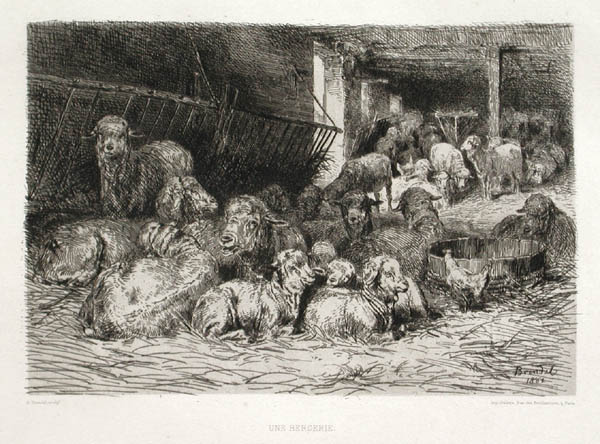
Gravierung La Bergerie (Die Schäferei)